# Leona Vicario
Leona Vicario (teljes nevén María de la Soledad Leona Camila Vicario Fernández de San Salvador, Mexikóváros, 1789. április 10. – Mexikóváros, 1842. augusztus 21.) a mexikói függetlenségi háború egyik jelentős támogatója volt.

## Élete

### Fiatal évei
1789-ben született Mexikóvárosban, de szülei (Gaspar Martín Vicario és Camila Fernández de San Salvador y Montiel) korai halála miatt hamar árván maradt, így nagybátyja, Agustín Pomposo Fernández de San Salvador nevelte fel. Kiváló oktatást kapott, jártas volt a tudományokban, a képzőművészetekben, az irodalomban és az éneklésben. Nagybátyja ügyvédi irodájában tanonckodott az az Andrés Quintana Roo, akit Leona 1811-ben ismert meg és akibe hamarosan beleszeretett, ám tervezett házasságukat Quintana Roo „lázadó” gondolkodásmódja miatt Agustín Fernández nem engedélyezte.

### Részvétele a függetlenségi háborúban
A függetlenségi háború kitörése után Leona Vicario így Mexikóvárosban maradt és innen támogatta a felkelők mozgalmát, titkos küldöncökön keresztül híreket küldve (és a harcosok itthon maradt feleségeinek lelkeit nyugtatgatva a visszaérkező hírekkel) és anyagi támogatást juttatva nekik. 1812 végén több kiváló fegyvergyártót is sikerült a maguk oldalára állítania, akik Tlalpuajuában jó minőségű puskákat gyártottak nekik. (Ekkor éppen itt rendezkedett be a felkelők vezető testületének, a zitácuarói juntának alapítója, Ignacio López Rayón is.) Hamarosan a spanyolok elfogták egy üzenetét, ezáltal tevékenysége lelepleződött, így 1813 márciusában foglyul ejtették és bezárták a mexikóvárosi Belén de las Mochas kolostorba. Vallatása során nem volt hajlandó elárulni társai nevét. A fogságból április 22-ről 23-ra virradó éjjel Quintana Roo, Antonio Vázquez Aldarna és José Luis Rodríguez Alconedo segítségével sikerült megszöknie.
Csapatuk szamárháton utazva, magukat pulque- és zöldségszállító kereskedőknek álcázva menekült el, Leona arcát és karjait feketére festették. A rakományba azonban tintát és nyomtatáshoz használható betűformákat rejtettek, melyeket később a függetlenségi sajtótermékek (az El Ilustrador Americano és a Semanario Patriótico Americano) előállításához tudtak felhasználni. Leona Oaxacában csatlakozott José María Morelos csapataihoz, melyek azonban több vereséget is szenvedtek egymás után, majd 1814-ben Tlalpujahuában összeházasodott Quintana Roóval. Férje az üldöztetés miatt városról városra vándorló anáhuaci kongresszus képviselője volt, így Leona is követte a kongresszus vándorlását.
Morelos elfogása után férjével évekig bujkáltak a déli országrészben, ezalatt született meg első gyermekük, Genoveva is, 1817-ben, egy Achipixtla melletti barlangban (keresztapja López Rayón volt). Ellenségeik azonban 1818. március 14-én elfogták őket, de Juan Ruiz de Apodaca alkirály elfogadta kegyelmi kérvényüket, így „csak” Tolucába száműzték őket, ahol 1820-ig maradtak. Ez év júliusában egy tolucai, a cádizi alkotmányt ünneplő rendezvény alkalmából írta Leona La libertad y la tiranía, azaz A szabadság és a zsarnokság című versét.

### Későbbi évei
Tolucai száműzetésük után visszatértek Mexikóvárosba, majd a függetlenség győzelme után visszakapta elkobzott vagyonának egy részét, illetve megkapta az apami síkságon található ocotepeci haciendát is és három házat Mexikóvárosban. 1821-ben megszületett második lánya is, akit Doloresnek neveztek el, annak a Dolores városnak az emlékére, ahol Miguel Hidalgo a Grito de Doloresszel 1810-ben kirobbantotta a függetlenségi háborút.
Következő éveiben is támogatta férje politikai és újságírói tevékenységét és védelmezte őt Anastasio Bustamantével szemben, aki válaszul az ellene indított sajtóhadjáratra, elítélte Quintana Roót, sőt, 1831 februárjában mintegy megfélemlítésül titkosrendőröket is küldött, hogy látogassák meg és kutassák át házukat. Számos írása jelent meg az El Federalista hasábjain és aktívan vett részt különböző irodalmi és politikai asztaltársaságok munkájában is.
1842. augusztus 21-én hunyt el Mexikóvárosban. 1910-ig férjével együtt a Rotonda de los Hombres Ilustresben volt eltemetve, de ekkor földi maradványaikat áthelyezték a Függetlenség-emlékmű kriptájába.